# Zimna Raztoka
Zimna Raztoka – potok, dopływ Żabniczanki. Spływa w obrębie miejscowości Żabnica w województwie śląskim, na obszarze Beskidu Żywieckiego. Według mapy Geoportalu Zimna Raztoka ma dwa źródłowe cieki opływające z obydwu stron północno-zachodni grzbiet Rysianki (Szyndzielny Groń). Orograficznie prawy ciek ma źródła na północno-wschodnich stokach Rysianki, na wysokości około 1260 m oraz pod przełęczą Pawlusia na wysokości około 1170 m i jest uznawany za źródłowy ciek Żabniczanki. Jego dolina oddziela Rysiankę od masywu Romanki. Lewy ciek ma źródła pod szczytami Rysianki i Lipowskiego Wierchu, na wysokości około 1250 m. Jego dolina oddziela Rysiankę od Lipowskiego Wierchu. Obydwa cieki łączą się u podnóży Szyndzielnego Gronia, na wysokości około 750 m, w miejscu o współrzędnych 49°33′28,0″N 19°12′30,4″E/49,557778 19,208444. Zimna Raztoka spływa terenem całkowicie zalesionym.
Nazwa roztoka jest często spotykana w Karpatach i oznacza głęboką dolinę górską z potokiem, potok lub miejsce, w którym łączą się dwa potoki.
Na mapie Compass lewy ciek Zimnej Raztoki jest opisany jako Szyndzielny Potok.

## Szlaki turystyczne
Żabnica – Abrahamów – Suchy Groń – Hala Wieprzska – przełęcz Pawlusia – Hala Rysianka.